# Blackburn Firebrand
Blackburn Firebrand byl britský jednomístný jednomotorový stíhací a stíhací-torpédový letoun vyvíjený za druhé světové války. Během konfliktu se nepodařilo typ dokončit v přijatelné podobě, a tak vstoupil do služby u Fleet Air Arm až po válce.
Na začátku války nemělo britské námořní letectvo (Fleet Air Arm – FAA) výkonné stíhací letouny, které by splňovaly všechny předpoklady pro palubní provoz (dolet, vhodný podvozek, …) a zároveň byly svými výkony srovnatelné se stíhačkami operujícími z pevniny. Tuto situaci řešila britská Admiralita jednak nákupem strojů z USA, a jednak rychlou úpravou stávajících pozemních stíhaček (Hawker Hurricane na Sea Hurricane, Supermarine Spitfire na Seafire). Zároveň se ale rozhodla objednat u domácích výrobců stroj, který měl být od samého počátku projektovaný pro britské letadlové lodě, a tudíž se od něj očekávalo, že svými výkony a vlastnostmi předčí stávající letadla.
Samotný vývoj letadla s označením B.37 Firebrand začal v roce 1940 pod vedením C. E. Pettyho, hlavního konstruktéra firmy Blackburn v Brough.

## Mk. I
Práce se však protahovaly, a tak byl první ze tří prototypů B.37 (DD804) zalétán až 27. února 1942 na letišti RAF Leconfield, pilotován F/Lt Arthurem Thompsonem. Stroj byl poháněn řadovým kapalinou chlazeným motorem Napier Sabre III o výkonu 2305 hp s dvaceti čtyřmi válci uspořádanými do písmene H. Široký podvozek měl zajišťovat dobrou stabilitu na houpajících se palubách letadlových lodí, v kořenech velkého křídla se nacházely chladiče glykolu, prozatím nebyla instalována výzbroj. Charakteristickým prvkem se stala předsazená kýlovka (podobně jako u typu Blackburn Skua a Blackburn Roc). První prototyp byl zařazen do série testů, které probíhaly ve Výzkumném ústavu letadel a výzbroje v Boscombe Down.
15. července následoval první let druhého prototypu, který již byl vybaven 20 mm kanóny Hispano Mk. II v křídle, a 11. října vzlétl i prototyp třetí.
V únoru 1943 byly zahájeny zkoušky vzletů a přistání na palubě letadlové lodi HMS Illustrious.
Bylo vyrobeno devět sériových strojů Mk. I, každý se čtyřmi kanóny v křídle a dvěma závěsníky pro 227 kg (500 lb) pumu. Tyto stroje se také se zúčastnily různých testů, bojově nasazeny nebyly, neboť se ukázalo, že nový letoun nemá požadované výkony, vždyť jen rychlost 568 km/h byla v roce 1943 opravdu nedostačující.

## TF Mk. II

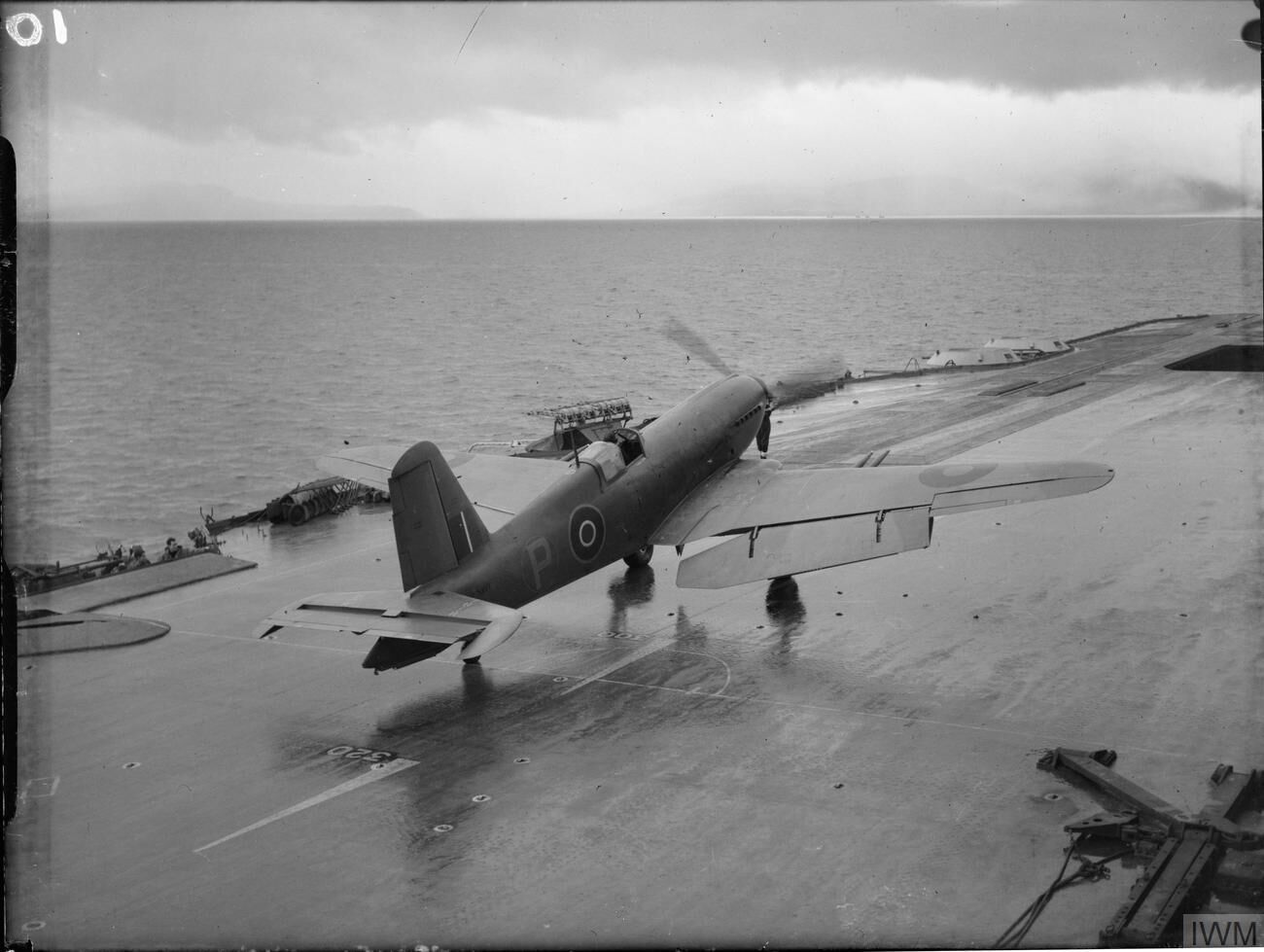
Blackburn Firebrand TF Mk.II přistává na palubě HMS Illustrious

Po zklamání, které přinesl Firebrand Mk. I, bylo rozhodnuto přebudovat Firebrand pro přepravu torpéda či bomb a útoky na námořní cíle, aby vývoj nepřišel nazmar. U druhého prototypu byl proto zesílen a rozšířen centroplán, kde se nyní nacházel závěsník pro 840 kg torpédo (průměr 46 cm), přičemž výzbroj v nosných plochách byla zachována, stejně jako křídelní závěsníky.
Prototyp takto vzniklé verze, nyní nazývané B-37 Firebrand TF Mk. II, vzlétl 31. března 1943 a byl následován dvanácti sériovými stroji (DK374 až DK385). Sedm z nich obdržela na podzim roku 1944 zkušební jednotka 708. squadrony s názvem Firebrand Tactical Unit se základnou v Lee-on-Solent. Ani tyto letouny se nedočkaly bojového nasazení a opět posloužily jen ke zkouškám.

## TF Mk. III
Ve stejnou dobu byl pro RAF vyráběn stíhací bombardér Hawker Typhoon, který byl poháněn stejným motorem jako Blackburn Firebrand. Admiralita se obávala možného nedostatku těchto pohonných jednotek, a proto vydala v říjnu 1943 specifikaci požadující stíhací-torpédovou verzi Firebrandu s dvojhvězdicovým motorem Bristol Centaurus.
Výsledkem se stala verze Blackburn B-46 Firebrand TF Mk. III, jejíž prototyp (DK372) byl zalétán 21. prosince 1943. Druhý prototyp (sér. č. DK373) s novou kabinou, zalétaný v lednu 1944, vznikl stejně jako jeho předchůdce z nedokončeného draku F Mk.I. První prototyp přeletěl po továrních testech v březnu 1944 do střediska v Boscombe Down. Během řady testů se vrátil do Broughu, kde obdržel stejnou kabinu jako DK373. Ještě v březnu roku 1945 létal u společnosti Rotol Ltd. v Stavertonu jako létající laboratoř vrtulí.
Druhý prototyp se rovněž objevil v Boscombe Down, zakrátko však létal u Royal Aircraft Establishment ve Farnborough. Zde byl také používán jako létající laboratoř při ověřování zkoušek nového typu radiovýškoměru. Po těchto testech byl v roce 1945 přelétnut na depozitní letiště Sherburn-Elmet, kde byl následně sešrotován.
Bylo vyrobeno 27 sériových strojů, první z nich (DK386) vzlétl se zkušebním pilotem Sqn./Ldr. J. R. Tobinem až v listopadu následujícího roku. Poslední stroj této série (DK412) opustil montážní linku v květnu 1945. V přídi byl zabudován dvojhvězdicový osmnáctiválec Bristol Centaurus VII o výkonu 2400 hp (DK386 až DK395), nebo Centaurus IX o výkonu 2520 hp se čtyřlistou vrtulí Rotol (DK396 až DK412); byla pozměněna a zvětšena kormidla, aby se zmenšil vliv kroutícího momentu motoru na letové vlastnosti. Překryt kabiny byl nyní kapkovitého tvaru, takže umožňoval vynikající výhled do stran, zatímco výhled dopředu byl stále nanejvýš špatný (před pilotem byl rozměrný motor a ještě palivová nádrž). Vadila také špatná stabilita a několik dalších věcí. Ani tyto Firebrandy se nezúčastnily bojových operací, použity byly v zimě 1944 jako zkušební na letišti v Hestringe.

## TF MK. IV
Velkou změnou měla být verze B-46 Firebrand TF Mk. IV. Byl použit silnější dvouhvězdicový motor Centaurus IX o výkonu 2520 hp, svislá ocasní plocha byla opět zvětšena a kýlovka mírně vyosena (kvůli velkému kroutícímu momentu pohonné jednotky). Střelecká výzbroj zůstala stejná jako u předchozích variant, zato vybavení nesené na vnějších závěsnících mohlo být různorodé. Pod trupem bylo místo pro torpédo, 907 kg (2000 lb) bombu nebo 455 l (100 Imp gal) přídavnou nádrž, pod křídly pak pro dvě bomby po max. 454 kg (některé zdroje uvádí 907 kg), přídavnou nádrž o objemu 204 l (45 imp gal), nebo až 16 neřízených raket. V křídle byly umístěny aerodynamické brzdy, takže letoun mohl být nasazen i jako střemhlavý bombardér.
První (EK601) ze 102 vyrobených exemplářů vzlétl až 17. května 1945. Prvních 15 strojů bylo od 1. září dodáno k 813. peruti FAA ve Fordu a dalším uživatelům. Dva stroje (EK605 a EK630) zůstaly v Broughu u mateřské továrny, kde se na nich ověřovaly instalace vnitřního vybavení. EK608 používala továrna Rotol Ltd., EK629 byl používán firmou Bristol jako létající zkušebna motorů Centaurus. Tři TF Mk.IV (EK631, EK633 a EK657) užívala jednotka ATD v Gosportu jako nosiče testovaných torpéd. Odtud si letoun EK633 vyžádalo RAF k vlastním zkouškám. Celková produkce dosáhla 102 stroje.

## TF Mk. 5, 5A

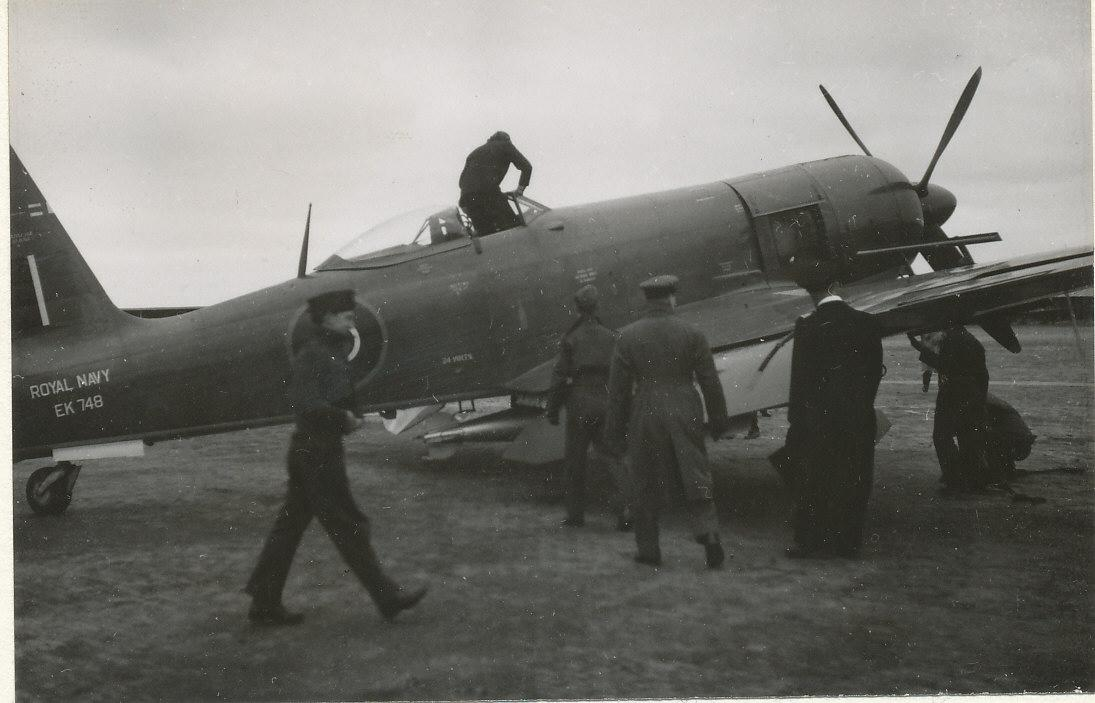
Blackburn Firebrand TF Mk.5 (EK748)

Po válce bylo vyrobeno ještě 68 letounů verze Mk. 5 a 5A. Od strojů předcházející verze se odlišovaly rohovým vyvážením vodorovných ocasních ploch, ovládáním křidélek s posilovačem a dalšími změnami. Na tento standard bylo přestavěno zhruba 40 Firebrandů TF Mk. IV.
Letouny byly ve výzbroji 813. a 827. perutě FAA od října 1947. Sloužily na palubách HMS Illustrious, Implacable a Eagle do roku 1953.

## Závěr
Blackburn Firebrand se měl stát vysoce výkonným stíhacím typem pro službu na britských letadlových lodích, ale byl zklamáním. Přestože se konstruktéři následně snažili přizpůsobit stroj k torpédovým a bombovým útokům, ani zde příliš neuspěli, ačkoli poslední verze Firebrandu byla přece jen zařazena do služby.
Firma Blackburn se však nevzdávala, a tak v poválečných letech navrhla a pracovala na letounu Blackburn Firecrest, který se měl stát nástupcem Firebrandu. I tento vývoj se protahoval a letoun opět neměl, přes jistá zlepšení, předpokládané výkony. Když se na začátku padesátých let rozhodovalo námořnictvo pro vrtulový útočný stroj, vybralo místo Firecrestu Westland Wyvern. Takto neslavně tedy končí historie pístových palubních stíhacích-torpédových strojů firmy Blackburn.

## Specifikace (TF Mk. IV)

### Technické údaje
- Posádka: 1
- Délka: 11,81 m
- Rozpětí: 15,63 m
- Výška: 4,04 m
- Plocha křídla: 35,44 m²
- Prázdná hmotnost: 5307 kg
- Vzletová hmotnost : 7115 kg

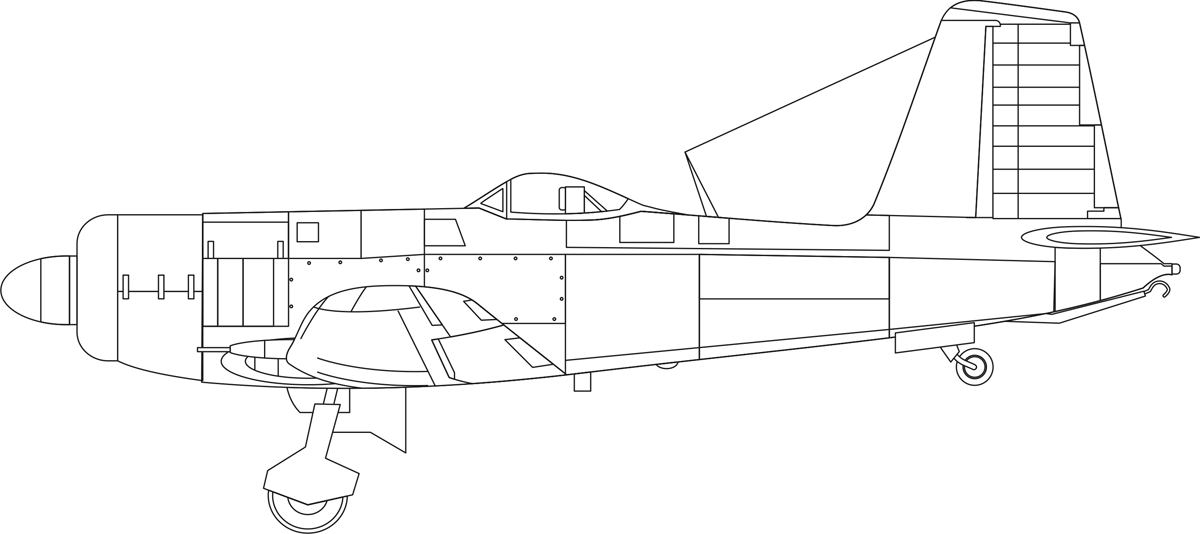
Blackburn Firebrand

- Pohonná jednotka: 1× vzduchem chlazený dvojhvězdicový osmnáctiválec s šoupátkovým rozvodem Bristol Centaurus IX pohánějící čtyřlistou stavitelnou vrtuli Rotol
- Výkon pohonné jednotky: 2520 k (1884 kW)

### Výkony
- Maximální rychlost: 550 km/h, s torpédem 515 km/h
- Cestovní rychlost: 465 km/h ve výšce 3050
- Dolet: 1200 km
- Dostup: 10 370 m
- Počáteční stoupavost: 12,4 m/s
- Poměr výkon/hmotnost: 347 W/kg

### Výzbroj
- 4 × kanóny Hispano Mk. II ráže 20 mm (200 nábojů na zbraň)
- pod trupem 1× 840 kg torpédo (ráže 457 mm) nebo 907 kg bomba nebo přídavná nádrž; alternativně pod křídlem až 16 neřízených 3 in (76,2 mm raket) nebo dvě bomby po hmotnosti až 454 kg (907 kg ?) nebo přídavné nádrže po 45 Imp. gal (204,5 l)